# Ninja Slayer
Ninja Slayer (ニンジャスレイヤー?, Ninja Sureiyā) è una serie di light novel di fantascienza presumibilmente creata dagli scrittori statunitensi Bradley Bond e Philip Ninj@ Morzez. Dopo che questi diedero il permesso alla Enterbrain su Twitter di tradurre la serie in giapponese, i volumi furono pubblicati con le illustrazioni di Warainaku a partire da settembre 2012. Tre adattamenti manga sono stati pubblicati rispettivamente da Enterbrain, Kadokawa Shoten e Kōdansha. Un adattamento ONA, prodotto dalla Trigger, è stato trasmesso su Niconico tra il 16 aprile e l'8 ottobre 2015. In Italia i diritti di due manga sono stati acquistati dalla Panini Comics, mentre l'anime è stato mandato in onda dalla Dynit su VVVVID.

## Trama
La storia è ambientata nella metropoli cyberpunk di Neo Saitama. Dopo che sua moglie e suo figlio rimangono uccisi in una guerra fra bande ninja, l'uomo d'affari Kenji Fujikido viene impossessato dalla misteriosa anima di un ninja noto come Naraku Ninja. L'unione tra il desiderio di Naraku di massacrare i ninja e la sete di vendetta di Kenji, darà infatti vita al Ninja Slayer, un terrificante angelo della morte che prende di mira i ninja. Più aumentano la risonanza mentale e la simbiosi fisica dei due, più diventa potente il Ninja Slayer, e se Kenji si abbandonerà del tutto a Naraku, egli diventerà praticamente invincibile.

## Personaggi

Il protagonista Ninja Slayer

Ninja Slayer (ニンジャスレイヤー?, Ninja Sureiyā) / Kenji Fujikido (フジキド・ケンジ?, Fujikido Kenji)
Doppiato da: Toshiyuki Morikawa
Un uomo che diventa ninja con l'obiettivo di uccidere tutti i ninja per vendicarsi di coloro che hanno assassinato la sua famiglia: l'organizzazione Sōkaiya. La sua anima ninja è quella di Naraku Ninja.
Dark Ninja (ダークニンジャ?, Dāku Ninja) / Fujio Katakura (フジオ・カタクラ?)
Doppiato da: Shō Hayami
Un ninja di alto grado al servizio di Khan e della Sōkaiya. È il responsabile dell'assassinio della famiglia di Kenji.
Nancy Lee (ナンシー・リー?, Nanshī Rī)
Doppiata da: Chiwa Saitō
Una giornalista che cerca di scoprire la verità e che insegue Ninja Slayer. Essendo un'hacker molto capace, può entrare e uscire dal cyberspazio quando vuole.
Yamoto Koki (ヤモト・コキ?)
Doppiata da: Sora Amamiya
Una ragazza ninja che diventa alleata di Ninja Slayer. La sua anima ninja è quella di Shi Ninja.
Dragon Yukano (ドラゴン・ユカノ?, Doragon Yukano) / Amnesia (アムニジア?, Amunijia)
Doppiata da: Risa Taneda
Un'esperta kunoichi, nipote di Gendoso, che dà una mano a Ninja Slayer di tanto in tanto. A differenza di Ninja Slayer e Yamoto, è una vera ninja.
Dragon Gendoso (ドラゴン・ゲンドーソー?, Doragon Gendōsō)
Doppiato da: Yōsuke Akimoto
Il capo del Dragon Dōjō e l'ultimo vero ninja in Giappone. È anche il master di Ninja Slayer.
Laomoto Khan (ラオモト・カン?, Raomoto Kan)
Doppiato da: Masane Tsukayama
Il capo dell'organizzazione Sōkaiya.
Silver Karasu (シルバーカラス?, Shirubā Karasu) / Tanaka Kagi (カギ・タナカ?, Kagi Tanaka)
Doppiato da: Keiji Fujiwara
Un ninja che, avendo il cancro, è sull'orlo della morte. È un maestro di iaidō che viene assunto per uccidere criminali e ninja, provando nel frattempo nuove armi biologiche. Prima di morire, diventa l'insegnante di Yamoto.
Forest Sawatari (フォレスト・サワタリ?, Foresuto Sawatari)
Doppiato da: Toshihiko Seki
Clone yakuza (クローンヤクザ?, Kurōn yakuza)
Doppiato da: Tesshō Genda
I cloni creati in massa dall'organizzazione Sōkaiya.

## Media

### Light novel
La serie è stata pubblicata pezzo per pezzo su Twitter dai "traduttori" giapponesi Yū Honda e Leika Sugi, i quali hanno presumibilmente adattato la storia dagli autori statunitensi Bradley Bond e Philip Ninj@ Morzez. Davanti all'aumento di popolarità, la Enterbrain ha poi dato inizio alla pubblicazione dei volumi il 29 settembre 2012, i quali entro il 31 marzo 2016 sono arrivati a sedici in tutto.
Non esistono prove sull'esistenza di una copia originale di Ninja Slayer. Inoltre, i creatori Bradley Bond e Philip Ninj@ Morzez sembrano essere in realtà degli autori fittizi, inventati per creare l'illusione di un elaborato retroscena, tant'è vero che non vi è riportata alcuna biografia accurata su di loro.

#### Volumi
| Nº | Titolo italiano (traduzione letterale) Giapponese 「Kanji」 - Rōmaji                                     | Data di prima pubblicazione                                                                      | Data di prima pubblicazione |
| Nº | Titolo italiano (traduzione letterale) Giapponese 「Kanji」 - Rōmaji                                     | Giapponese                                                                                       |                             |
| 1  | Neo Saitama in fiamme 1 「ネオサイタマ炎上 1」 - Neo Saitama enjō 1                                      | 29 settembre 2012 ISBN 978-4-04-728331-2                                                         |                             |
| 2  | Neo Saitama in fiamme 2 「ネオサイタマ炎上 2」 - Neo Saitama enjō 2                                      | 30 novembre 2012 ISBN 978-4-04-728480-7                                                          |                             |
| 3  | Neo Saitama in fiamme 3 「ネオサイタマ炎上 3」 - Neo Saitama enjō 3                                      | 31 gennaio 2013 ISBN 978-4-04-728481-4                                                           |                             |
| 4  | Neo Saitama in fiamme 4 「ネオサイタマ炎上 4」 - Neo Saitama enjō 4                                      | 30 marzo 2013 ISBN 978-4-04-728690-0 (ed. regolare) ISBN 978-4-04-728858-4 (ed. limitata)        |                             |
| 5  | L'assalto di Zaibatsu! 「ザイバツ強襲！」 - Zaibatsu kyōshū!                                             | 29 giugno 2013 ISBN 978-4-04-728945-1 (ed. regolare) ISBN 978-4-04-728946-8 (ed. con drama-CD)   |                             |
| 6  | Lo scampato pericolo della geisha! 「ゲイシャ危機一髪！」 - Geisha kikiippatsu!                          | 31 agosto 2013 ISBN 978-4-04-729120-1                                                            |                             |
| 7  | I tre ninja del deserto 「荒野の三忍」 - Kōya no sannin                                                  | 31 ottobre 2013 ISBN 978-4-04-729253-6                                                           |                             |
| 8  | Il nunchaku sacro 「聖なるヌンチャク」 - Seinaru nunchaku                                                | 28 dicembre 2013 ISBN 978-4-04-729261-1 (ed. regolare) ISBN 978-4-04-729353-3 (ed. con drama-CD) |                             |
| 9  | Il pugno di karate suicida Pistol 「ピストルカラテ決死拳」 - Pisutoru karate kesshi ken                  | 12 aprile 2014 ISBN 978-4-04-729362-5                                                            |                             |
| 10 | Maguro and Dragon 「マグロ･アンド･ドラゴン」 - Maguro ando Doragon                                       | 9 luglio 2014 ISBN 978-4-04-729755-5                                                             |                             |
| 11 | Kyoto Hell On Earth (parte 1) 「キョート・ヘル・オン・アース （上）」 - Kyōto Heru On Āsu (ue)           | 14 ottobre 2014 ISBN 978-4-04-729932-0 (ed. regolare) ISBN 978-4-04-729933-7 (ed. con drama-CD)  |                             |
| 12 | Kyoto Hell On Earth (parte 2) 「キョート・ヘル・オン・アース （下）」 - Kyōto Heru On Āsu (shita)        | 24 gennaio 2015 ISBN 978-4-04-730189-4                                                           |                             |
| 13 | L'organizzazione segreta Amakudari Sect 「秘密結社アマクダリ・セクト」 - Himitsu kessha Amakudari Sekuto | 16 aprile 2015 ISBN 978-4-04-730418-5                                                            |                             |
| 14 | Il ritorno dello shinigami 「死神の帰還」 - Shinigami no kikan                                           | 25 luglio 2015 ISBN 978-4-04-730606-6                                                            |                             |
| 15 | Killing Field Sappukei 「キリング・フィールド・サップーケイ」 - Kiringu Fīrudo Sappūkei                  | 30 novembre 2015 ISBN 978-4-04-730790-2                                                          |                             |
| 16 | 「ケオスの狂騒曲」 - Keosu no kyōsō kyoku                                                                | 31 marzo 2016 ISBN 978-4-04-734021-3                                                             |                             |

### Manga

Copertina del primo volume dell'edizione italiana, sottotitolato Machine of Vengeance

L'adattamento manga principale della serie, disegnato da Yūki Yogo, ha iniziato la serializzazione sulla rivista Comp Ace della Kadokawa Shoten nel 2013. I capitoli sono stati raccolti in sette volumi tankōbon, che sono stati pubblicati tra il 9 dicembre 2013 e il 9 aprile 2016. In Italia la serie è stata annunciata in occasione del Cartoomics 2015 dalla Panini Comics per Planet Manga, che ha dato inizio alla pubblicazione dei volumi nel settembre 2015.
| Nº | Titolo italiano Giapponese 「Kanji」 - Rōmaji                                                             | Data di prima pubblicazione             | Data di prima pubblicazione |
| Nº | Titolo italiano Giapponese 「Kanji」 - Rōmaji                                                             | Giapponese                              | Italiano                    |
| 1  | Machine of Vengeance 「マシン・オブ・ヴェンジェンス」 - Mashin obu Venjensu                               | 9 dicembre 2013 ISBN 978-4-04-120942-4  | 24 settembre 2015           |
| 2  | Last Girl Standing Part 1 「ラスト・ガール・スタンディング （イチ）」 - Rasuto Gāru Sutandingu (ichi)     | 10 maggio 2014 ISBN 978-4-04-121114-4   | 26 novembre 2015            |
| 3  | Last Girl Standing Part 2 「ラスト・ガール・スタンディング （ニ）」 - Rasuto Gāru Sutandingu (ni)         | 10 novembre 2014 ISBN 978-4-04-101674-9 | 28 gennaio 2016             |
| 4  | Atrocity in Neo Saitama City 「アトロシティ・イン・ネオサイタマシティ」 - Atoroshiti in Neo Saitama Shiti | 10 aprile 2015 ISBN 978-4-04-102912-1   | 24 marzo 2016               |
| 5  | One Minute Before the Tanuki 「ワン・ミニット・ビフォア・ザ・タヌキ」 - Wan Minitto Bifoa za Tanuki       | 8 luglio 2015 ISBN 978-4-04-103400-2    | —                           |
| 6  | Three Dirty Ninja Bond 「スリー・ダーティー・ニンジャボンド」 - Surī Dātī Ninja Bondo                     | 10 dicembre 2015 ISBN 978-4-04-103402-6 | —                           |
| 7  | Menace of Dark Ninja 「メナス・オブ・ダークニンジャ」 - Menasu obu Dāku Ninja                             | 9 aprile 2016 ISBN 978-4-04-104062-1    | —                           |

Un altro adattamento manga di Ageha Saotome, intitolato Ninja Slayer: Glamorous Killers (ニンジャスレイヤー グラマラス・キラーズ?, Ninja Sureiyā Guramarasu Kirāzu, lett. "Ninja Slayer: assassini affascinanti"), ha iniziato la serializzazione sul B's-Log Comic della Enterbrain sempre nel 2013. Tre volumi sono stati pubblicati tra il 28 dicembre 2013 e il 31 agosto 2015. In Italia anche questa serie è stata annunciata al Cartoomics 2015 dalla Planet Manga e pubblicata a partire da settembre 2015.
| Nº | Data di prima pubblicazione | Data di prima pubblicazione | Data di prima pubblicazione |
| Nº | Giapponese                  | Giapponese                  | Italiano                    |
| -- | --------------------------- | --------------------------- | --------------------------- |
| 1  | 28 dicembre 2013            | ISBN 978-4-04-729347-2      | 24 settembre 2015           |
| 2  | 1º ottobre 2014             | ISBN 978-4-04-729963-4      | 24 dicembre 2015            |
| 3  | 31 agosto 2015              | ISBN 978-4-04-730645-5      | 25 febbraio 2016            |

Un terzo e ultimo adattamento manga dal titolo Ninja Slayer Kills (ニンジャスレイヤー 殺?, Ninja Sureiyā Kiruzu) viene serializzato sul Suiyōbi no Sirius di Kōdansha. Tre volumi tankōbon sono stati pubblicati tra il 14 ottobre 2014 e il 25 marzo 2016.
| Nº | Data di prima pubblicazione | Data di prima pubblicazione | Data di prima pubblicazione |
| Nº | Giapponese                  | Giapponese                  |                             |
| -- | --------------------------- | --------------------------- | --------------------------- |
| 1  | 14 ottobre 2014             | ISBN 978-4-06-376501-4      |                             |
| 2  | 16 aprile 2015              | ISBN 978-4-06-376534-2      |                             |
| 3  | 25 marzo 2016               | ISBN 978-4-06-390612-7      |                             |

### Anime
L'original net anime, prodotto da Trigger e diretto da Akira Amemiya, è stato annunciato dalla Enterbrain nell'aprile 2014. Maggiori dettagli sull'adattamento sono stati poi rivelati a Los Angeles in occasione dell'Anime Expo 2014. La serie, intitolata Ninja Slayer From Animation (ニンジャスレイヤー フロムアニメイシヨン?, Ninja Sureiyā Furomu Animeishiyon) e composta da ventisei episodi dalla durata di circa quindici minuti ciascuno, è stata trasmessa in streaming su Niconico tra il 16 aprile e l'8 ottobre 2015. Le sigle di apertura e chiusura sono rispettivamente Back in Black dei Boom Boom Satellites e Halo Of Sorrow From Animation dei Melt-Banana. In Italia i diritti sono stati acquistati dalla Dynit, che ha trasmesso gli episodi in streaming su VVVVID, sottotitolati in italiano, a partire dal 17 aprile 2015. In America del Nord, invece, la serie è stata concessa in licenza alla Funimation, mentre in Australia e Nuova Zelanda gli episodi sono stati resi disponibili su AnimeLab.

#### Episodi
| Nº | Titolo italiano Giapponese 「Kanji」 - Rōmaji | Data di prima pubblicazione | Data di prima pubblicazione |
| Nº | Titolo italiano Giapponese 「Kanji」 - Rōmaji | Giapponese                  | Italiano                    |
| 1  | Born In Red Black 「ボーン・イン・レッド・ブラック」 - Bōn In Reddo Burakku | 16 aprile 2015              | 17 aprile 2015              |
| 2  | Machine of Vengeance 「マシン・オブ・ヴェンジェンス」 - Mashin obu Venjensu | 23 aprile 2015              | 24 aprile 2015              |
| 3  | Last Girl Standing (Part 1) 「ラスト・ガール・スタンディング PART1」 - Rasuto Gāru Sutandingu Part 1 | 30 aprile 2015              | 4 maggio 2015               |
| 4  | Last Girl Standing (Part 2) 「ラスト・ガール・スタンディング PART2」 - Rasuto Gāru Sutandingu Part 2 | 7 maggio 2015               | 8 maggio 2015               |
| 5  | Rage Against Tofu 「レイジ・アゲンスト・トーフ」 - Reiji Agensuto Tōfu | 14 maggio 2015              | 15 maggio 2015              |
| 6  | Surprised Dojo 「サプライズド・ドージョー」 - Sapuraizudo Dōjō | 21 maggio 2015              | 22 maggio 2015              |
| 7  | Bane of Serpent 「べイン・オブ・サーペント」 - Bein obu SāpentoZazen and Ninja 「ザゼン・アンド・ニンジャ」 - Zazen ando Ninja | 28 maggio 2015              | 29 maggio 2015              |
| 8  | Apocalypse Inside Tainted Soil 「アポカリプス・インサイド・テインティッド・ソイル」 - Apokaripusu Insaido Teintiddo Soiru | 4 giugno 2015               | 5 giugno 2015               |
| 9  | One Minute Before the Tanuki - Part 1 「ワン・ミニット・ビフォア・ザ・タヌキ Part.1」 - Wan Minitto Bifoa za Tanuki Part.1 | 11 giugno 2015              | 12 giugno 2015              |
| 10 | One Minute Before the Tanuki - Part 2 「ワン・ミニット・ビフォア・ザ・タヌキ Part.2」 - Wan Minitto Bifoa za Tanuki Part.2 | 18 giugno 2015              | 19 giugno 2015              |
| 11 | Menace of Dark Ninja 「メナス・オブ・ダークニンジャ」 - Menasu obu Dāku Ninja | 25 giugno 2015              | 26 giugno 2015              |
| 12 | Day of the Lobster 「デイ・オブ・ザ・ロブスター」 - Dei obu za RobusutāConspiracy upon the Broken Blade 「コンスピーラシィ・アポン・ザ・ブロークン・ブレイド」 - Konsupīrashii apon za Burōkun BureidoDay of the Lobster 2 「デイ・オブ・ザ・ロブスター2」 - Dei obu za Robusutā 2 | 2 luglio 2015               | 3 luglio 2015               |
| 13 | Swan Song Sung by a Faded Crow - Part 1 「スワン・ソング・サング・バイ・ア・フェイデッド・クロウ PART1」 - Suwan Songu Sangu bai a Feideddo Kurō Part 1 | 9 luglio 2015               | 10 luglio 2015              |
| 14 | Swan Song Sung by a Faded Crow - Part 2 「スワン・ソング・サング・バイ・ア・フェイデッド・クロウ PART2」 - Suwan Songu Sangu bai a Feideddo Kurō Part 2 | 16 luglio 2015              | 17 luglio 2015              |
| 15 | Sushi Night at the Barricade 「スシ・ナイト・アット・ザ・バリケード」 - Sushi Naito atto za Barikēdo | 23 luglio 2015              | 24 luglio 2015              |
| 16 | At the Treasonersville 「アット・ザ・トリーズナーズヴィル」 - Atto za Torīzunāzuviru | 30 luglio 2015              | 31 luglio 2015              |
| 17 | Treasure Every Meeting 「トレジャー・エヴリー・ミーティング」 - Torejā Evurī Mītingu | 6 agosto 2015               | 7 agosto 2015               |
| 18 | Ever Felt Cheated 「エヴァー・フェルト・チーティド」 - Evā Feruto Chītido | 13 agosto 2015              | 14 agosto 2015              |
| 19 | Stranger Stranger Than Fiction Part 1 「ストレンジャー・ストレンジャー・ザン・フィクション PART1」 - Sutorenjā Sutorenjā Zan Fikushon Part 1 | 20 agosto 2015              | 21 agosto 2015              |
| 20 | Stranger Stranger Than Fiction Part 2 「ストレンジャー・ストレンジャー・ザン・フィクション PART2」 - Sutorenjā Sutorenjā Zan Fikushon Part 2 | 27 agosto 2015              | 28 agosto 2015              |
| 21 | Neo Saitama in Flames Part 1: Like a Bloodarrow Straight 「ネオサイタマ・イン・フレイム PART1 ライク・ア・ブラッドアロー・ストレイト」 - Neo Saitama in Fureimu Part 1 Raiku a Buraddoarō Sutoreito                                                                                | 3 settembre 2015            | 4 settembre 2015            |
| 22 | Neo Saitama in Flames Part 2: Dark Ninja Returns 「ネオサイタマ・イン・フレイム PART2 ダークニンジャ・リターンズ」 - Neo Saitama in Fureimu Part 2 Dāku Ninja Ritānzu | 10 settembre 2015           | 11 settembre 2015           |
| 23 | Neo Saitama in Flames Part 3: And You Will Know Him by the Trail of Ninja 「ネオサイタマ・イン・フレイム PART3 アンド・ユー・ウィル・ノウ・ヒム・バイ・ザ・トレイル・オブ・ニンジャ」 - Neo Saitama in Fureimu Part 3 Ando Yū Wiru Nō Himu bai za Toreiru obu Ninja                | 17 settembre 2015           | 18 settembre 2015           |
| 24 | Neo Saitama in Flames Part 4: Dark Dusk Darker Dawn Part 1 「ネオサイタマ・イン・フレイム PART4 ダークダスク・ダーカードーン PART1」 - Neo Saitama in Fureimu Part 4 Dāku Dasuku Dākā Dōn Part 1                                                                                   | 24 settembre 2015           | 25 settembre 2015           |
| 25 | Capolavori scelti 「ニンジャスレイヤー 傑作選」 - Ninja Sureiyā kessaku-sen | 1º ottobre 2015             | 2 ottobre 2015              |
| 26 | Neo Saitama in Flames Part 4: Dark Dusk Darker Dawn Part 2 「ネオサイタマ・イン・フレイム PART4 ダークダスク・ダーカードーン PART2」 - Neo Saitama in Fureimu Part 4 Dāku Dasuku Dākā Dōn Part 2                                                                                   | 8 ottobre 2015              | 9 ottobre 2015              |